# 徐荣新
徐荣新（1951年12月1日—），中国江苏省无锡市人，围棋职业七段棋手。他1982年定为五段，1988年6月升为七段。他获1979年全国围棋个人赛第5名，进入1990年中国名人战循环圈，获第3届棋王战第5名。后加入中信集团。曾担任中信少年围棋队教练并参与培养谢赫。也曾担任中信国联实业有限公司总经理。

## 升段记录
五段：1982年3月。
六段：1982年12月。
七段：1988年6月。